# Rhéal Cormier
Pour les articles homonymes, voir Cormier (homonymie).
Rhéal Paul Cormier, né le 23 avril 1967 à Saint-André-LeBlanc au Nouveau-Brunswick et mort le 8 mars 2021 à Cap-Pelé dans la même province canadienne, est un lanceur gaucher de baseball ayant évolué dans les Ligues majeures de 1991 à 2007.

## Carrière
Cormier, qui évolua au Community College of Rhode Island, à Warwick (Rhode Island), fut un choix de sixième ronde des Cardinals de St-Louis, au repêchage amateur de 1988. C'est avec les Cards qu'il fit son entrée dans les majeures le 15 août 1991. Il a connu sa meilleure saison comme partant en 1992 avec dix victoires.
Il a fait deux séjours dans la Ligue américaine avec les Red Sox de Boston, d'abord en 1995 puis en 1999 et 2000, séjours entrecoupés par un passage chez les Expos de Montréal, avec qui il évolua en 1996 et 1997.
À partir de 1999, Cormier a été utilisé exclusivement comme lanceur de relève, notamment chez les Phillies de Philadelphie, pour qui il a joué six saisons, de 2001 à 2006. Durant cette dernière année, il fut échangé aux Reds de Cincinnati (le 31 juillet) contre le lanceur Justin Germano.
Il quitte les Reds en mai 2007 pour rejoindre l'organisation des Braves d'Atlanta. Il n'évolue toutefois pas sous le maillot des Braves, se contentant d'un contrat de ligue mineure. En 2008, il se joint à l'équipe olympique canadienne.
Il est intronisé au Temple de la renommée sportive du Nouveau-Brunswick le 7 juin 2014.
Il est décédé le 8 mars, 2021 à Cap-Pelé au Nouveau-Brunswick.